# Mona the Virgin Nymph
Mona (1970) (també promocionada com a Mona; the Virgin Nymph) és una pel·lícula per a adults sexualment explícita que conté una sèrie d'escenes de sexe no simulat i no penetrant, així com d'escenes de penetració. La pel·lícula es considera la segona pel·lícula sexualment explícita a rebre una estrena general als Estats Units, després de Blue Movie (1969). A diferència de Blue Movie, però, Mona tenia un argument, tot i que hi havia més èmfasi en l'acció.
Mona va ajudar a obrir el camí pet altres pel·lícules que contenien escenes de sexe no simulat que més tard van aparèixer als cinemes, durant l'Edat d'Or del Porno (1969–1984); i va ser una de les pel·lícules de l'època en què es van basar algunes pel·lícules posteriors. Deep Throat (1972), per exemple, va agafar en préstec elements de la trama de Mona.
Monafou produïda per Bill Osco i dirigida per Michael Benveniste i Howard Ziehm, tot i que la pel·lícula es va projectar sense crèdits per problemes legals. Els guanys de la pel·lícula, que es creu que foren de 2 milions de dòlars, van ajudar a finançar la pel·lícula posterior dels directors Flesh Gordon (1974). L'equip també va produir una altra pel·lícula per a adults Harlot (1971), i Bill Osco va produir més tard Alice in Wonderland (1976).

## Argument
Mona (Fifi Watson) i el seu promès Jim (Orrin North) estan fent un pícnic, tots dos es despullen i comencen a fer l'amor, però ella l'atura dient que li havia promès a la seva mare (Judy Angel) que no tindria relacions sexuals fins al matrimoni. No obstant això, amb alegria fa una fel·lació a Jim. Quan torna a casa, la seva mare li recorda la seva promesa i que la mare també havia estat verge abans de casar-se amb el seu pare, que havia estat un bon home. Llavors, la Mona recorda que era petita i volia jugar amb el seu pare (que només es veu de maluc cap avall), que l'insta a que li faci una fel·lació. Tornant a sortir al carrer, torna a fer una fel·lació amb un complet desconegut. Després, Mona també li fa un cunnilingus una prostituta (Susan Stewart). En Jim, en canvi, passa a casa de la Mona i té relacions sexuals amb la mare de la Mona. En una sala de cinema, la Mona es masturba i proporciona sexe oral a un mecenes masculí proper (Gerard Broulard). Jim enxampa Mona fent una mamada al patró masculí i li diu a la Mona que la castigarà trucant a totes les persones amb qui va tenir sexe oral. Jim lliga Mona a un llit i totes les seves parelles anteriors l'envolten i participen en una festa de sexe oral molt llarga i intensa. Al final de la pel·lícula, la Mona i la seva mare confessen les seves relacions sexuals.

## Repartiment
- Judy Angel (sense acreditar) com la mare de la Mona
- Gerard Broulard (sense acreditar) com a mecenes del cinema
- Orrin North (sense acreditar) com a Jim
- Susan Stewart (sense acreditar) com a prostituta
- Fifi Watson (sense acreditar) com a Mona